# يوهان بروكوب ماير
يوهان بروكوب ماير (بالألمانية: Johann Prokop Mayer)‏ (و. 1735 – 1804 م) هو بستاني، وعالم نبات، وعالم طبيعة، وراسم نمساوي، توفي في فورتسبورغ، عن عمر يناهز 69 عاماً.